# جیمی بلومفیلد
جیمی بلومفیلد (انگلیسی: Jimmy Bloomfield; ۱۵ فوریهٔ ۱۹۳۴ – ۳ آوریل ۱۹۸۳) ورزشکار فوتبال اهل بریتانیا بود.
از باشگاه‌هایی که در آن بازی کرده‌است می‌توان به باشگاه فوتبال بیرمنگام سیتی، باشگاه فوتبال آرسنال، باشگاه فوتبال وستهام یونایتد، باشگاه فوتبال لیتون اورینت، باشگاه فوتبال پلیموث آرگیل، باشگاه فوتبال برنتفورد، و باشگاه فوتبال برنتفورد، اشاره کرد.
وی همچنین در تیم‌های ملی فوتبال زیر ۲۳ سال انگلستان بازی کرده‌است.